# Herman Billing
Sven Johan Ulrik Herman Billing, född den 16 september 1849 i Önnestads socken,  död den 12 januari 1917, var en svensk jurist. Han var bror till biskopen och riksdagsledamoten Gottfrid Billing och därmed farbror till biskopen Einar Billing.
Billing avlade filosofie kandidatexamen 1872 och juris kandidatexamen 1875, och blev därefter notarie vid Stockholms rådhusrätt 1886 och rådman 1894. Han var därefter sekreterare i åtskilliga lagkommittéer och lagberedningen 1880–1887. Bland annat var han ledamot av bolagskommittén 1888–1890, ledamot av Nya lagberedningen 1891, ledamot av Lagbyrån 1894 och av Stockholms enskilda banks styrelse 1889–1897. Billing var justitieråd 1897–1917. Billing var författare till en rad lagar och lagförslag, bland annat var lagarna om köp och byte och om avtal Billings verk. Han blev juris hedersdoktor i Lund 1900. Billing är begravd på Norra begravningsplatsen utanför Stockholm.

## Utmärkelser
- Kommendör med stora korset av Nordstjärneorden, 1 december 1906.[6]
- Kommendör av andra graden av Danska Dannebrogorden, senast 1915.[7]